# Fragmento de Angers

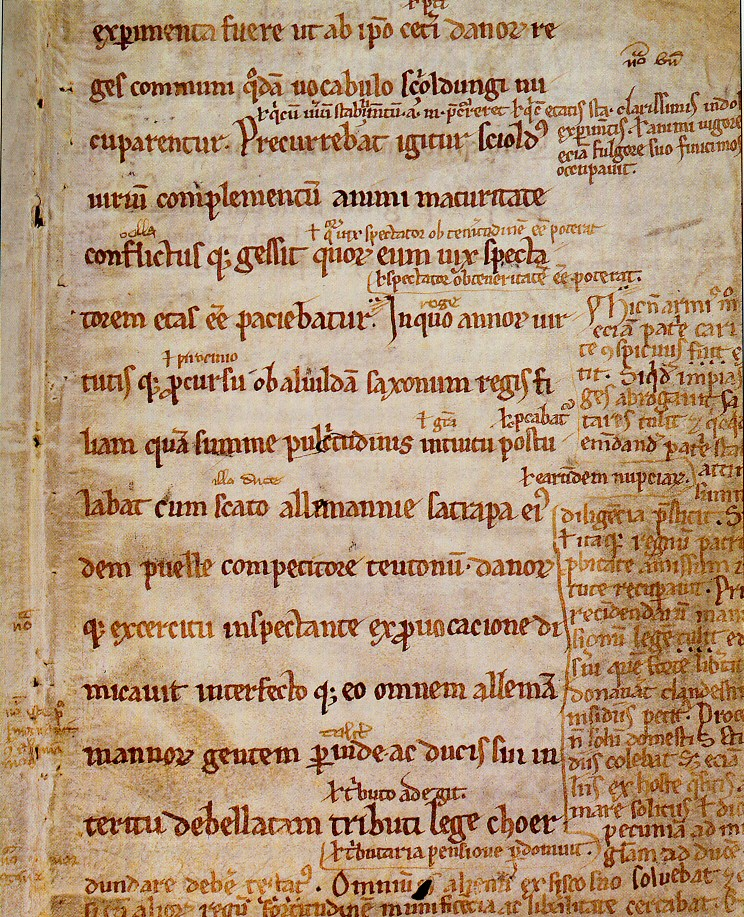
Fragmento de Angers, pag. 1, anverso

El fragmento de Angers son cuatro páginas de pergamino fechado hacia 1200. Es uno de los cuatro fragmentos que se conservan de la copia original de la obra de Saxo Grammaticus Gesta Danorum y el único de los cuatro que presuntamente está escrito de puño y letra del propio Saxo. Consiste en cuatro páginas escritas por ambos lados.

## Historia
La primera cita sobre el fragmento se encuentra en el libro de Albert Lemarchand, Catalogue des manuscripts de la Bibliothèque d'Angers (1863), pag. 90, en la misma biblioteca donde se había utilizado para encuadernar un viejo libro del siglo XV. Fue identificado en 1877 por Gaston Paris e intercambiado en 1878 con la Biblioteca Real de Dinamarca por una carta manuscrita de la abadía de Saint-Martin des Champs en París. Está registrada como Ny kgl. Saml. 4.º. 869 g.
La hoja corresponde a la página 24-29 de la versión en latín de Peter Erasmus Müller (1839) y a la página 11.19 – 16.29 de la versión en latín de Jørgen Olrik & H. Ræder (1931).